# Elías Malpartida Franco
Elías Malpartida Franco (n. Cerro de Pasco, 21 de julio de 1844 - m. Lima, 10 de agosto de 1922) fue un empresario y político peruano. Diputado, senador, ministro de Hacienda y Comercio (1883 y 1895), ministro de Gobierno y presidente del Consejo de Ministros (1912). Fue también alcalde de Lima en 1914-1915.

## Biografía
Hizo sus estudios en el convictorio de San Carlos en donde obtuvo el grado de bachiller en Jurisprudencia (1866). Viajó a Europa donde obtuvo el grado de doctor en Ciencias Políticas en la Universidad de Bruselas. En 1872 fue elegido diputado por Cerro de Pasco y nombrado miembro de la Comisión Diplomática de la Cámara de Diputados hasta 1876. Se casó el 12 de enero de 1878 con María Rosa Herencia-Zevallos y Sanz de Santo Domingo, hija del asesinado expresidente del Perú Mariano Herencia-Zevallos y Larrauri y de Manuela Sanz de Santo Domingo. Dentro del matrimonio tuvo dos hijos, Jorge Elías y José Julio Malpartida Herencia-Zevallos.
Fue elegido diputado por la provincia de Pasco entre 1872 y 1881 durante el gobierno de Nicolás de Piérola y la guerra con Chile. Nombrado prefecto de Puno en 1879, al iniciarse la Guerra del Pacífico, organizó un regimiento con el que marchó hacia Mollendo en previsión de un posible desembarco chileno en dicha zona costera del Perú. Durante la ocupación respaldó la idea de Miguel Iglesias de negociar la paz con Chile. Al organizarse el gobierno de Iglesias en Trujillo, se le confió el Ministerio de Hacienda, cargo que ejerció del 15 de septiembre hasta el 19 de noviembre de 1883; de igual modo asumió interinamente el Ministerio de Relaciones Exteriores del 16 de septiembre a 23 de octubre del mismo año, renunciando al suscribirse el Tratado de Ancón, que acordaba la paz con Chile con desmembración territorial. Su alejamiento total del gabinete ministerial se debió, según dijo tiempo después, a que Iglesias no cumplió con la promesa de devolver al pueblo del derecho de elegir libremente a sus gobernantes.
En 1884 formó parte de la Asamblea Constituyente convocado por el presidente Miguel Iglesias luego de la firma del Tratado de Ancón que puso fin a la Guerra del Pacífico. Esta asamblea no sólo ratificó dicho tratado sino también ratificó como presidente provisional a Miguel Iglesias, lo que condujo a la Guerra civil peruana de 1884-1885.Sin embargo, Elías Malpartida fue uno de los seis diputados que se negó a ratificar el tratado de Ancón junto con el diputado por el Cusco Benjamín Sánchez Gutiérrez, su hermano Jesús Sánchez Gutiérrez que actuaba como diputado por Puno; el religioso Eusebio Gonzáles, diputado por Huánuco; Federico Moscoso, representante suplente por Camaná y el diputado por Puno Modesto Basadre. Debido a esta labor opositora fue desterrado a Guayaquil.
En 1885 fue elegido senador por Junín. Se adhirió al Partido Demócrata, integrando su comisión directiva. Estuvo al lado de Nicolás de Piérola y contra el presidente Andrés A. Cáceres durante la guerra civil de 1894-1895.
El 20 de marzo de 1895, fue nombrado nuevamente Ministro de Hacienda, integrando la Junta de Gobierno presidida por Manuel Candamo, hasta el 8 de septiembre de 1895. Dicha Junta tuvo la misión de preparar le retorno a la constitucionalidad, lo que se logró con la elección de Piérola como presidente ese mismo año.
En 1910 vendió sus propiedades mineras a la Cerro de Pasco investment.
En 1912, al inaugurarse el gobierno de su amigo Guillermo Billinghurst, asumió la cartera de Gobierno y presidió el Consejo de Ministros, del 24 de septiembre al 23 de diciembre de dicho año. Por su gestión se creó el departamento de Madre de Dios y la provincia de Ambo en Huanuco. Pero su período fue breve debido al grave incidente que ocurrió el 19 de diciembre, cuando turbas adictas al gobierno atacaron e incendiaron los talleres del periódico satírico El Mosquito, donde se atacaba mordazmente a Billinghurst. Al no recibir el Senado respuesta del gobierno sobre este suceso, se aprobó un voto de censura contra Malpartida.
Fue alcalde de Lima entre 1914 y 1915. En 1919, cuando el presidente Augusto B. Leguía dio inicio a su oncenio, La Torre fue volvió a ser elegido senador por el departamento de Junín pero, esta vez, para la Asamblea Nacional de ese año que tuvo por objeto emitir una nueva constitución, la Constitución de 1920. Luego continuó ejerciendo las labores legislativas en el congreso ordinario, hasta su fallecimiento.